# دين كوك
دين كوك (بالإنجليزية: Dean Cook)‏ هو ممثل بريطاني، ولد في 3 يوليو 1985 في المملكة المتحدة.

## وصلات خارجية
- دين كوك على موقع IMDb (الإنجليزية)
- دين كوك على موقع قاعدة بيانات الفيلم (الإنجليزية)